# Кудиевцы
Кудиевцы (укр. Кудіївці) — село на Украине, находится в Жмеринском районе Винницкой области.
Код КОАТУУ — 0521080206. Население по переписи 2001 года составляет 921 человек. Почтовый индекс — 23128. Телефонный код — 4332.
Занимает площадь 2,26 км².
В селе действует храм Великомученицы Параскевы Жмеринского благочиния Винницкой епархии Украинской православной церкви.

## Адрес местного совета
23127, Винницкая область, Жмеринский р-н, с. Александровка, пр. Шевченко